# Plántula

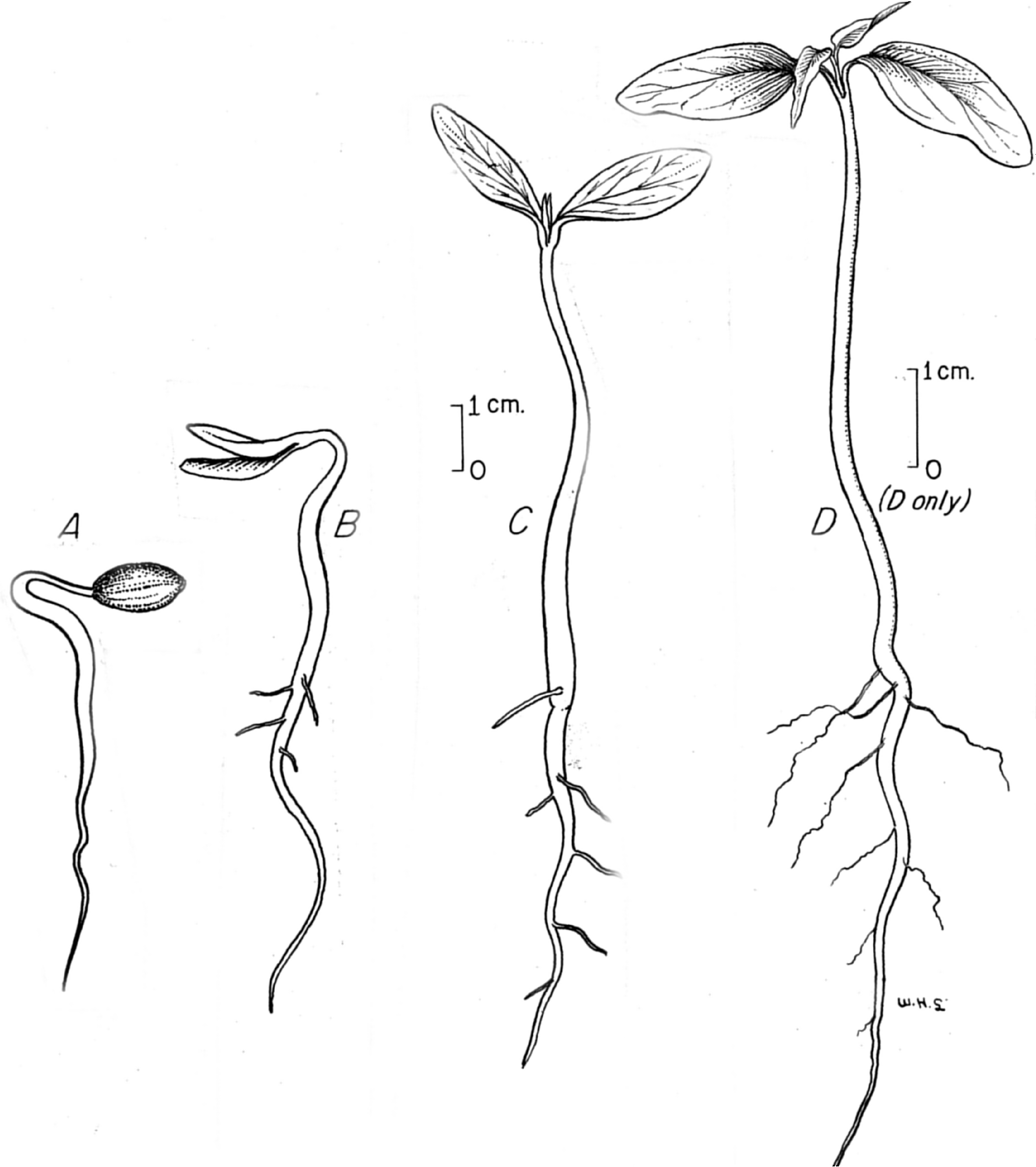
Plántula de Cornus

En Botánica, más específicamente en espermatofitas, se denomina plántula al estadio del desarrollo del esporófito que comienza cuando la semilla rompe su dormancia y germina, y termina cuando el esporófito desarrolla sus primeras hojas no cotiledonares maduras, es decir funcionales. Una plántula típica puede ser dividida en la raíz primaria que deriva de la radícula del embrión, y el vástago primario que consta del tallo primario con uno o más cotiledones u hojas embrionarias (presentes en la semilla, que según la especie se desarrollarán durante el estadio de plántula hasta ser grandes y funcionales como fotosintéticas, o no), si hay dos cotiledones estos aparentan encontrarse a la misma altura del tallo, en el primer "nudo" o nudo cotiledonar; el tallo entre el o los cotiledones y la raíz se llama hipocótilo ("debajo de los cotiledones"), el tallo por sobre los cotiledones hasta la primera hoja no cotiledonar es el epicótilo ("por sobre los cotiledones"). La transición de tallo a raíz puede no ser visible externamente a ojo desnudo (morfológicamente), pero se mantiene su identidad anatómica y es en la estela de cada uno donde pueden ser diferenciados.

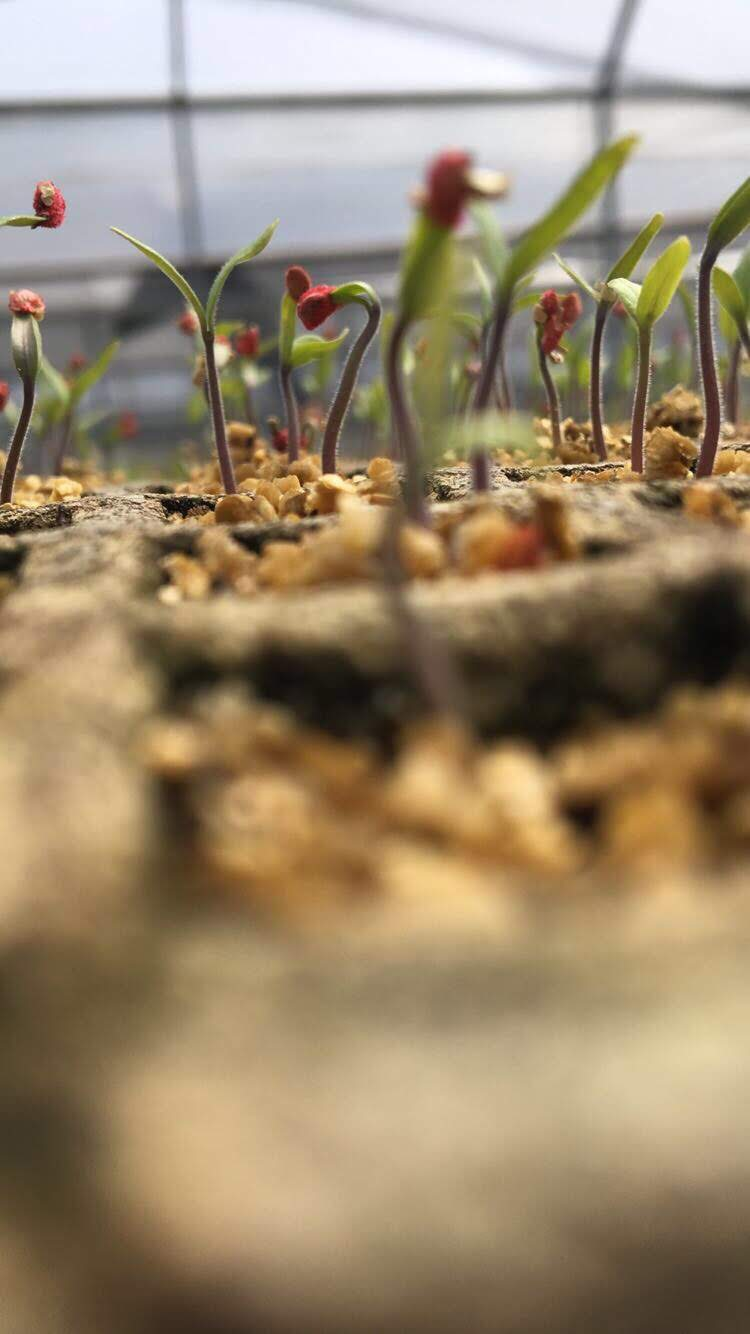
Germinación de hortaliza en plántula

## Véase también

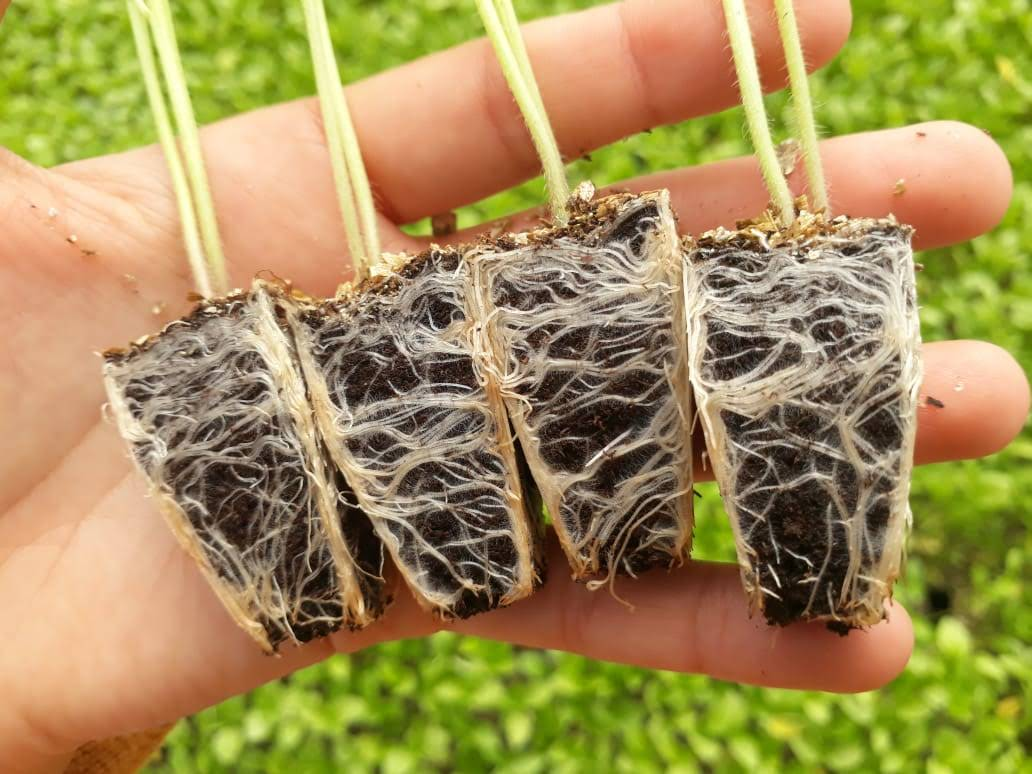
Raíces de plántula